# Silverpilen

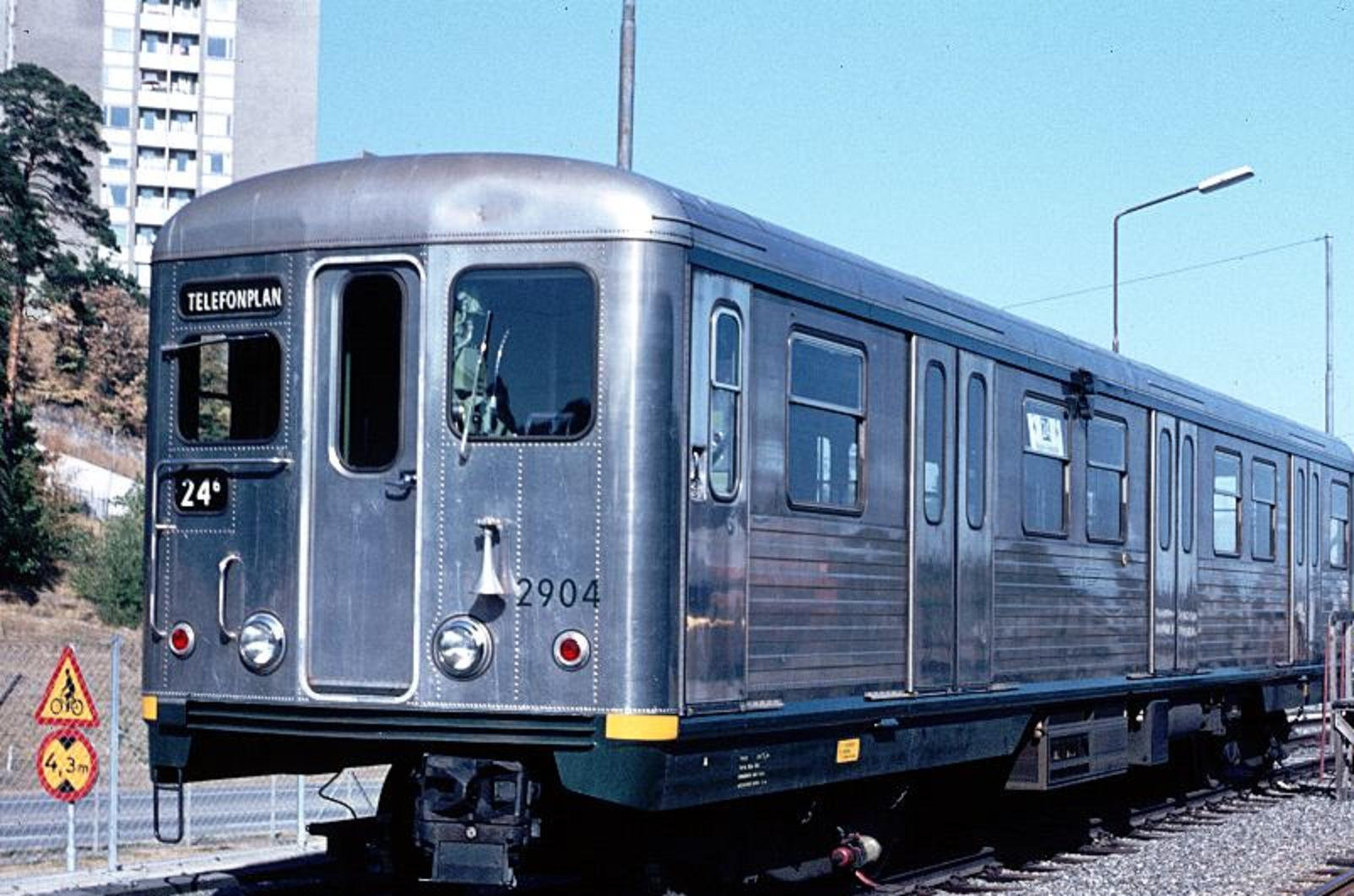
Vagón de metro modelo C5. La flecha plateada ("Silverpilen") es un ejemplo de un supuesto tren fantasma.

Silverpilen ("La flecha plateada") es un tren fantasma que, según una leyenda urbana de Estocolmo (Suecia), ha sido visto en algunas ocasiones por la red del metro de Estocolmo. Se supone que el tren está formado por vagones plateados de la serie C5. Sólo un tren de esa serie, formado por 8 vagones, fue construido y puesto en servicio en la década de los 60 y reemplazado por trenes más modernos hace unos años. Era casi idéntico a los otros trenes en servicio en el metro (que eran de color verde) mientras estuvo en funcionamiento. A algunos pasajeros no les agradaba su aspecto un tanto descarnado. 
El tren se veía pocas veces, lo que pudo originar la leyenda en la que la gente decía que veía un tren blanco y reluciente, especialmente si era de noche. La historia tal y como se contaba en 1980 fue recopilada y redactada por el etnólogo y estudioso de leyendas urbanas sueco Bengt af Klintberg. La historia también apareció en un capítulo de la serie de televisión sueca Det spökar (Los fantasmas), emitido el 10 de diciembre de 1997. 
Existen diferentes versiones de esta leyenda. Hay quien afirma que el tren sólo ha sido visto por trabajadores de la red de metro en túneles abandonados. Otros aseguran que el tren fantasma pasa después de medianoche por algunas estaciones a gran velocidad. Incluso algunas versiones afirman que el tren para a veces para recoger pasajeros. Con frecuencia la historia de este tren se relaciona con la estación fantasma de Kymlinge, una estación que nunca se terminó de construir, y que por lo tanto no se usa, de la línea 11 del metro de Estocolmo. Las mismas leyendas que dicen que este tren recoge pasajeros dicen que éstos sólo se bajan en esta estación cuando ya están muertos (Bara de döda stiger av i Kymlinge, traducido como Sólo los muertos se bajan en Kymlinge).
Esta historia tiene un estilo muy similar al de una leyenda muy conocida, la de "El holandés errante".